# Louis Dubreuilh
Louis Dubreuilh, né le 18 mars 1862 à Ribérac (Dordogne) et mort à Neuilly-sur-Marne le 24 juillet 1924, est un homme politique socialiste français. Il fut le premier secrétaire général de la Section française de l'Internationale ouvrière (SFIO) de 1905 à 1918.

## Biographie
Journaliste de formation, il fait ses débuts dans la presse bordelaise. Installé à Paris du fait de ses fonctions politiques, il fonde en 1904 le Syndicat des journalistes à la Bourse du travail de Paris. Propagandiste socialiste, il milite d'abord au côté d'Édouard Vaillant et il est un des promoteurs du premier congrès général des organisations socialistes de la salle Japy en décembre 1899. Fédérateur de tempérament, il devient en 1901 secrétaire général du Parti socialiste de France. Au congrès du Globe de fondation de la SFIO en 1905, il est élu à la commission administrative permanente, puis secrétaire général. Il ne quitte son poste qu'en juillet 1918, quand les minoritaires (partisans de la paix) deviennent majoritaires. Au congrès de Tours (1920), il est signataire de la motion Blum. 
Collaborateur fréquent de L'Humanité de Jaurès, c'est lui qui signe la « une » du journal le 1er août 1914, pour annoncer l'assassinat, survenu la veille au soir, du leader socialiste et pacifiste.
Son successeur à la tête de la SFIO est Ludovic-Oscar Frossard.